# 死の行進
死の行進、死の行軍（英語: death march、ドイツ語: Todesmärsche）とは、囚人や捕虜の健康や生命を顧みない強制的な移動のこと。

## 概要
この語が最初に使用されたのは、1944年 - 1945年の冬にナチス・ドイツによって行われた、囚人（ほとんどはユダヤ人であった）の強制移動に対して後年の歴史家が名付けたもので、前線の迫った強制収容所の破棄にあたって、何千もの囚人が他の収容所やドイツ領内へ移動させられた。
この語は後に、他の同様な出来事に対しても用いられた。多くの場合、囚人達に銃口を突きつけて歩かせ、水も食料も雨風をしのぐ場所もなく行進が続けられ、脱落した者は銃殺された。
アジアでは、日本軍の「バターン死の行進」「サンダカン死の行進」が知られる。ソビエト連邦によるドイツ人追放、チェコスロバキアによるズデーテン地方やブルノからのドイツ人追放、カンボジアのクメール・ルージュ支配下における、都市からの住民強制脱出にも死の行進が見られた。古くはチェロキー族インディアンの強制移動（涙の道）、オスマン帝国によるアルメニア人追放にも「死の行進」は見られる。